# Meksyk na Letnich Igrzyskach Olimpijskich 1980
Meksyk na Letnich Igrzyskach Olimpijskich 1980 reprezentowało 45 zawodników: 36 mężczyzn i 9 kobiet. Był to 14 start reprezentacji Meksyku na letnich igrzyskach olimpijskich.

## Zdobyte medale
| Medal  | Zawodnik                                                                                       | Dyscyplina    | Konkurencja                            | Rezultat | Data       |
| ------ | ---------------------------------------------------------------------------------------------- | ------------- | -------------------------------------- | -------- | ---------- |
| Srebro | Carlos Girón                                                                                   | Skoki do wody | Trampolina 3 m                         | 892,140  | 28 lipiec  |
| Brąz   | Manuel Mendívil Yocupicio David Bárcena Ríos José Luis Pérez Soto Fabián Vázquez López         | Jeździectwo   | WKKW – drużynowo                       |          | 27 lipca   |
| Brąz   | Joaquín Pérez de las Heras Jesús Gómez Portugal Gerardo Tazzer Valencia Alberto Váldes Lacarra | Jeździectwo   | Skoki przez przeszkody – drużynowo     |          | 29 lipca   |
| Brąz   | Joaquín Pérez de las Heras                                                                     | Jeździectwo   | Skoki przez przeszkody – indywidualnie |          | 3 sierpnia |